# Pararge minuscula
Pararge minuscula är en fjärilsart som beskrevs av Charles Oberthür 1923. Pararge minuscula ingår i släktet Pararge och familjen praktfjärilar. Inga underarter finns listade i Catalogue of Life.